# シリコンバレーバンク
シリコンバレーバンク（SVB）は、かつて存在した、アメリカ合衆国カリフォルニア州サンタクララに本社を置く、州法による商業銀行である。
2016年6月30日時点ではシリコンバレーにおける預金量の25.9%のシェアを保持する、シリコンバレー最大の銀行であった。2023年3月10日、保有していた米国債の金利上昇に伴う損失発生から信用不安が想起され、大規模な取り付け騒ぎが発生したために経営破綻し（シリコンバレー銀行の経営破綻）、米連邦預金保険公社(FDIC)の管理下に置かれた。シリコンバレー銀行とも表記される。
イギリスやデンマーク、ドイツ、イスラエル、スウェーデン、インド、中国などでも展開していた。

## 概要
アメリカ国内の15州と10以上の国外地域にオフィスを構える銀行持株会社、SVBフィナンシャルグループの主要子会社であった。

### ビジネスモデル
顧客は主にテクノロジー、ライフサイエンス、ヘルスケア、非公開会社、ベンチャーキャピタル、プレミアムワイン業界の企業や個人であった。ベイエリアの地方銀行として、テクノロジー業界のニーズに特化した金融サービスを提供していたため、特にIT系スタートアップ企業のほぼ半数が優先して利用していたことが特徴的である。 
インドの新興企業の間で影響力があり、創業者が社会保障番号を持っていない株式会社にサービスを提供していた。
一方で、ハイテク企業にサービスを提供していたにもかかわらず、銀行は古い技術を使用しており、生体認証技術を活用していない点が批判されていた。

### 財務
2022年12月31日の時点で、そのポートフォリオの56%はベンチャーキャピタルと非公開会社への融資であり、リミテッドパートナーのコミットメントによって保証され、非公開会社への投資に活用された。価値のある個人、およびその融資の24%はテクノロジーおよびヘルスケア企業に対する融資、全融資の9%は設立初期および成長途上のベンチャー企業に対する融資であった。
破綻前の2023年2月には、フォーブスが「アメリカのベストバンク」の20位に挙げ、自己資本利益率は13.8%だった。翌3月の経営不安の発覚前には、ムーディーズがローンポートフォリオを保守的でパフォーマンスが高いと評価していた。
本行の海外子会社は139億ドルの預金を保有していた。
|              | 2006年 | 2007年 | 2008年 | 2009年 | 2010年 | 2011年 | 2012年 | 2013年 | 2014年 | 2015年 | 2016年 | 2017年 | 2018年 | 2019年 | 2020年 | 2021年 | 2022年 |
| ------------ | ------ | ------ | ------ | ------ | ------ | ------ | ------ | ------ | ------ | ------ | ------ | ------ | ------ | ------ | ------ | ------ | ------ |
| 収益         | 0.529  | 0.664  | 0.591  | 0.529  | 0.710  | 0.947  | 0.985  | 1.403  | 1.464  | 1.520  | 1.650  | 2.022  | 2.715  | 3.530  | 4.082  | 6.027  | 7.401  |
| 当期純利益   | 0.089  | 0.120  | 0.074  | 0.048  | 0.095  | 0.172  | 0.175  | 0.216  | 0.264  | 0.344  | 0.383  | 0.491  | 0.974  | 1.137  | 1.191  | 1.770  | 1.509  |
| 資産         | 6.081  | 6.692  | 10.02  | 12.84  | 17.53  | 19.97  | 22.77  | 26.42  | 39.34  | 44.69  | 44.68  | 51.21  | 56.93  | 71.00  | 115.5  | 211.3  | 211.8  |
| 預金         | 4.058  | 4.611  | 7.473  | 10.33  | 14.34  | 16.71  | 19.18  | 22.47  | 34.34  | 39.14  | 38.98  | 44.25  | 49.33  | 61.76  | 102.0  | 189.2  | 173.1  |
| 税込(無利息) | 3.040  | 3.227  | 4.420  | 6.299  | 9.012  | 11.86  | 13.88  | 15.89  | 24.58  | 30.87  | 31.98  | 36.66  | 39.10  | 40.84  | 66.52  | 125.9  | 80.75  |
| 総資本       | 0.629  | 0.677  | 0.991  | 1.128  | 1.274  | 1.569  | 1.831  | 1.966  | 2.818  | 3.198  | 3.643  | 4.180  | 5.116  | 6.470  | 8.220  | 16.24  | 16.00  |

### 設備

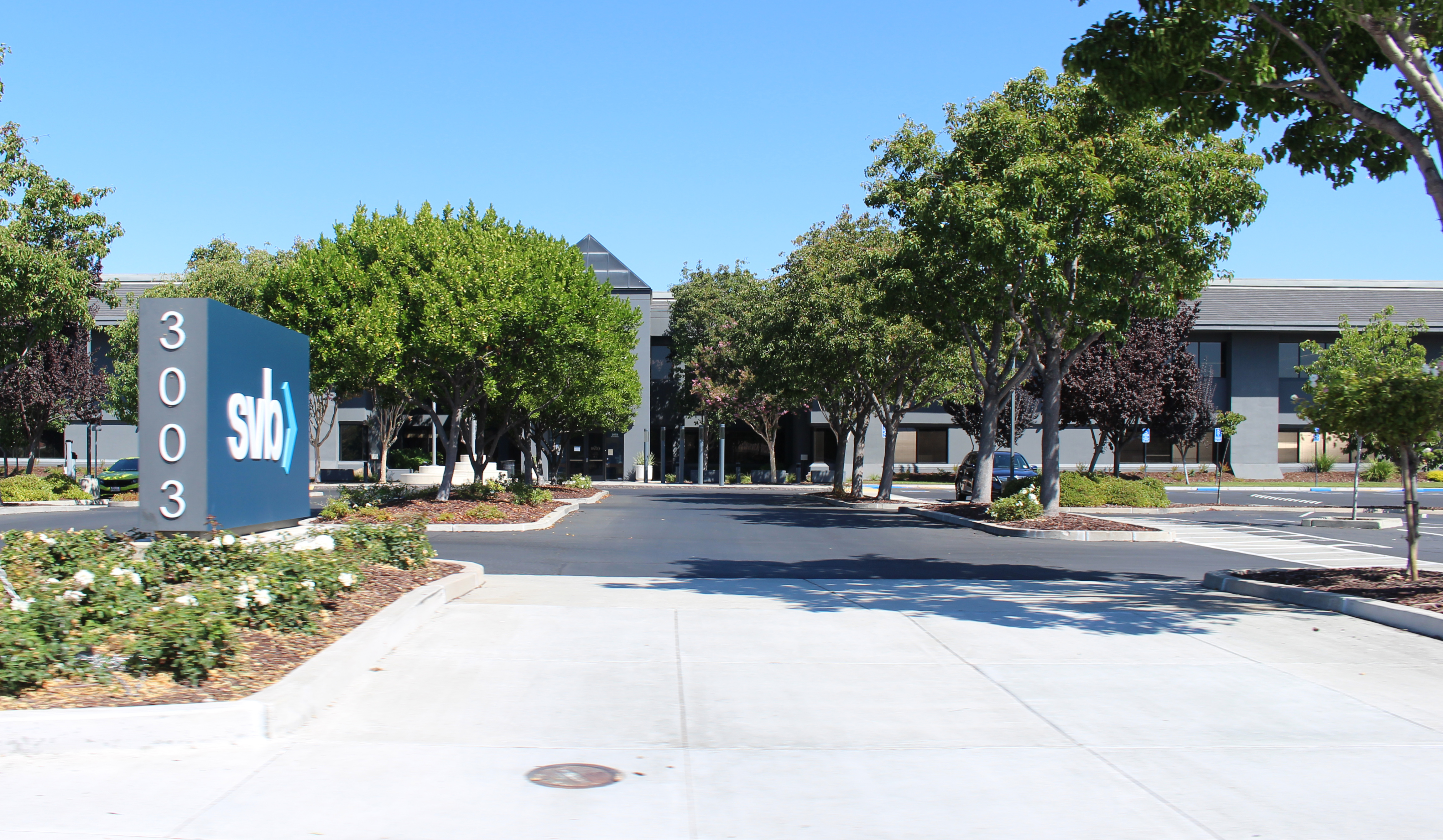
サンタクララの本社前（2022年9月4日に撮影）

主にカリフォルニア州サンタクララの本社と、アリゾナ州テンペのオフィスで運営されていた。銀行の親会社であるSVBフィナンシャルグループは、カナダ・トロント、ケイマン諸島・グランドケイマン、中国の北京、上海、深圳、香港、インド・バンガロール、アイルランド、イスラエル・テルアビブ、スウェーデン・ストックホルム、デンマーク・コペンハーゲン、ドイツ・フランクフルト、およびその他のEU加盟諸国にあるオフィスから、投資銀行業務とプライベートバンキング業務を運営する姉妹子会社を設立していた。また、ロンドンのオフィスから、商業銀行としての事業を行う姉妹子会社を設立していた。
サンタクララにある160,000平方フィート(15,000㎡) の銀行の本社は、持ち株会社の本社としても機能しており、タスマンのザ クワッドと呼ばれ7つのビルからなるオフィス コンプレックスの長年のアンカー テナントであり、2024年9月30日にまでの契約期限を残していた。また、カリフォルニア州とマサチューセッツ州で17の支店を運営し、持ち株会社は全米で合計55の事務所を運営していた。

### 連携と新規投資
シリコンバレー銀行は連邦準備制度(FRB)のメンバーであり、銀行のCEOはサンフランシスコ連邦準備銀行の取締役会のクラスAメンバーを務めていた。また、TechNet、シリコンバレーリーダーシップグループ、ベイエリアカウンシル、Tech:NYC、Mid-Size Bank Coalition of America、American Bankers Associationなどの多くの業界団体に加盟したり、インドへの進出の一環として、1990年代後半から非営利の指導組織TiEとも連携していた。
社会貢献事業としては、CSRプログラムの運営を目的に、1995年に非営利の「シリコンバレーバンク財団」を設立し、完全に銀行本体から資金提供を受けて、1998年に合計10万ドルの寄付を得た。2007年から女性のプロサイクリングチームであるEF Education–Tibco–SVBを後援、2015年には共同タイトルスポンサーになった。
その他にも2002年以降は、20億ドル以上の融資と投資をデベロッパーに行って、シリコンバレーとサンフランシスコ、およびマサチューセッツ州で手頃な価格の住宅を建設した。2014年以降には16億ドルを追加で融資している。また、カリフォルニア州サンマテオ郡の多くの非営利団体に無料の銀行サービスを提供した。  

## 歴史

### 設立と黎明期の成長
シリコンバレーバンクは、Wells Fargoの幹部であるビル・ビガースタッフと、スタンフォード大学のロバート・メデアリス教授によって、ベンチャー企業のニーズに焦点を当てて設立された。銀行設立にあたってのアイデアは、2人の元バンク・オブ・アメリカのマネージャーとテニス仲間が、カリフォルニア州パジャロデューンズでポーカーで遊んでいる最中に浮かんだ。彼らは、Wells Fargoのハイテク融資部門を率いていたロジャー・V・スミスを銀行の社長・初代CEOに招聘した。
こうして、1983年10月17日に、シリコンバレー・バンクシェアーズ(現在のSVBフィナンシャルグループ)の完全子会社として始動した。 NFLクォーターバックのジム・プランケットなど100人の初期投資家を揃え、ベンチャーキャピタルコミュニティからの信頼を得るために、十分なコネを持っていた元下院議員のピート・マクロスキーを取締役として招いた。オフィスは当初、サンノゼのノースファーストストリートにおかれた
。 
設立当時の銀行業界は、新興企業、特に収益が不足している企業について十分な理解がなかった一方、シリコンバレーバンクは、新興企業がすぐに収益を上げないことを理解した上で、ビジネスモデルに基づいてリスクを管理しながら融資を構成し、顧客をベンチャーキャピタル、法律事務所、会計事務所と結びつけて広範なネットワークを構築していった。その主な戦略は、ベンチャーキャピタルを通じて資金提供された事業から預金を集めることにあった。その後、銀行業務やベンチャーキャピタルへの融資業務へと事業拡大し、設立当初のフェーズからより成長した顧客を繋ぎ止められるよう、新しいサービスを提供していった。当初は、融資を求める新興企業の創業者は、担保として株式の約半分を差し出す必要がありましたが、失敗率が低く、創業者が融資を完済して経営を維持する傾向があることを反映して、金利は約7%にまで低下した。銀行は、関心のある投資家に株式を売却することで損失をカバーするようになった。
最終的には、ベンチャーキャピタル側が、シリコンバレーバンクに特別に銀行口座を開設するよう、スタートアップに要求することが一般的になっていった。シリコンバレーバンクも融資希望者が増える中で、リスクを軽減する手法として、セコイア・キャピタル、ニューエンタープライズアソシエイツ、クライナー・パーキンスなどの一流のベンチャーキャピタル企業から資金提供を受けた新興企業を優先して融資するようになった。
1980年代は地元のハイテク経済の発展とともに成長を続け、21四半期連続で黒字を達成した。1985年には39,000 ドルの損失を計上していたが、1991年には1,230 万ドルの利益を獲得するようになった 。1990年にはさらに、マサチューセッツ州道ルート128沿いに集積したIT企業を狙い、東海岸のボストン近くに最初のオフィスを開設した。
CEOのスミスのリーダーシップの下、多角化を目指してリスクの高い不動産ローン事業に参入し、1990年代初頭までにポートフォリオの50%に達するまでに至った。1994年にはワイナリー貸出事業に参入した。しかし、カリフォルニアの不動産市場の低迷により、1992年に銀行は 220 万ドルの損失を被り、1995年までにポートフォリオに占める割合は10%にまで低下した。1993年、ジョン・C・ディーンが後継CEOに任命され、スミスは副会長に就任した。

### 拡大

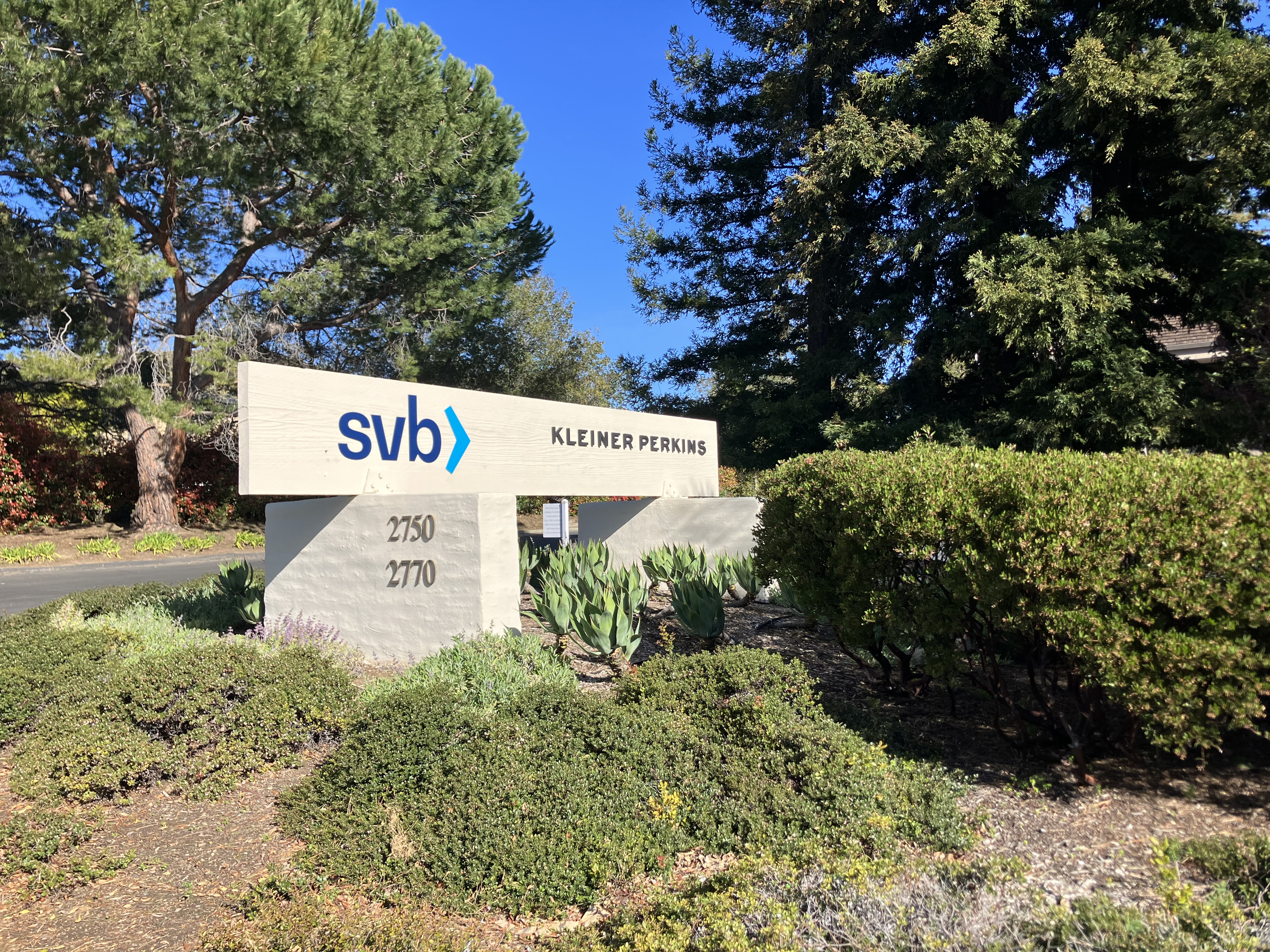
カリフォルニア州メンローパークのサンドヒルロードにあるオフィス。

ドットコム・バブルによって巻き起こったコンピューター技術の新興企業の波は、銀行にビジネスの流入をもたらした。シリコンバレーバンクの特徴は、まだ利益を上げていないベンチャーステージの企業に積極的に融資することにあり、1995年の約2,000のクライアントの中には、ネットワーキングのイノベーターであるシスコシステムズとBay Networksなどもあった。その年、シリコンバレーバンクは本社をサンノゼからサンタクララに移転させた。持株会社の株価はバブルを通じて急騰しましたが、バブルがはじけると50%下落した。その後も、全国のIT企業の要衝に支店を追加し続けた。
2000年、ケン・ウィルコックスが新CEOに就任。CEO交代後も、より広範な商業銀行の業態に多角化せず、これまでのテクノロジー企業に焦点を絞ったニッチな戦略は継続された。2002年には、これまでの経験と裕福なベンチャーキャピタリストや起業家との関係を活かし、プライベートバンキングビジネスに参入した。
2003年、外国オフィス開設の前段階として、20人のシリコンバレーのベンチャーキャピタリストの代表団を連れて、地元の投資家、起業家、および、政府高官と会うべく、バンガロールとムンバイ、テルアビブ、上海、北京への3つの注目を集める国際貿易ミッションを後援。翌2004年にはバンガロール、ロンドン、北京、イスラエルに進出し、新規の国際事業の展開に取り組み始めた。
2007年から2008年のサブプライムローン問題・リーマン・ショックといった金融危機の間、SVBファイナンシャルグループは、不良資産救済プログラム(TARP)に基づく優先株とワラントと引き換えに、連邦政府から2億3,500万ドルの投資を受けた。2年間で、アメリカ財務省に 1000 万ドルの配当金を支払い、3億ドルの株式売却の収益を使って政府の利子を買い戻した 。金融危機対応が終了した後の2011年4月、ウィルコックスはCEOを退任し、グレッグ・ベッカーに交代した。
2012年、上海浦東発展銀行(SPDB)と提携し、上海を拠点とした SPDシリコンバレーバンクを共同で設立。地元のテクノロジースタートアップへの融資を開始した。双方が半分づつ出資する合弁の新銀行は、中国の銀行規制当局から人民元で営業する承認を受け許可された、数少ないアメリカ系資本の銀行となった。 またSVBは、上海の楊浦区政府のために2つの地方人民元建てファンドを管理し、杭州に本拠を置く融資保証会社に投資した。
2015年には、アメリカのすべての新興企業の65%にサービスを提供していると発表。新しく展開が始まったサービスには、シンジケートローンと外貨管理が含まれており、仮想通貨のスタートアップと協力している唯一のアメリカの金融機関として注目された。 2016年2月にStripeのAtlasプラットフォームが登場した際には、ベンチャー企業がアメリカ企業として登録できるよう、支援する金融パートナーとなった.。
2021年6月、元上級副社長兼取締役のムニール・ガドが、2015年と 2016 年のインサイダー取引法に違反した罪で有罪を認めた。 3件のスタートアップ買収について、SVBがスタートアップ企業の買収資金調達に関与したことで、買収に関するインサイダー情報を得たとされている。

## 事実上の破綻
2023年3月9日、シリコンバレーバンクは米国債の金利上昇に伴って発生した18億ドルの損失が発生しており、バランスシートを補強するために株式売却を行うことを提案した。これによって株価が62パーセント下がった。このニュースを受けてFounders FundやCoatue Management、Union Square Venturesといったベンチャーキャピタルは、その顧客に対して預金を引き出すように提案したことで取り付け騒ぎの発生がより早まった。この取り付け騒ぎによって24時間で420億米ドル(当時の為替レートで約5.5兆円)が流出。シリコンバレーバンクの株価は、3月10日の取引開始までの市場内時間外取引でさらに66パーセント下がり、取引が停止されることとなった。
3月10日には流動性が不十分であり債務超過状態であるとして、カリフォルニア州金融保護改革局によってシリコンバレーバンクは閉鎖された。カリフォルニア州は管財人として連邦預金保険公社（FDIC）を指定し、FDICはシリコンバレーバンクの預金を新しく設立した払い戻し専門の預金保険国法銀行(DINB)である「Deposit Insurance National Bank of Santa Clara」へ移管した。アメリカ合衆国で発生した銀行の破綻としては、2008年に発生したワシントン・ミューチュアルの破綻に次ぐ規模である。当初、破綻銀行処理の主流であるP&A(資産負債承継 救済合併)やブリッジバンク設立ではなく預金保険国法銀行方式が選ばれたのはあまりにも切迫しており、必要な資産内容の把握ができず、この制限のない方式だったためと推測される。
3月12日、財務省と連邦準備制度理事会、連邦預金保険公社は、システミック・リスクエクセプションを発動し、シリコンバレーバンクの全ての預金者を保護すると発表した。新たな資金繰り支援策として、金融機関を対象に米国債などを担保として最長1年の融資を提供する。そのため、承継先は、受け皿として新たに設立されたブリッジバンクであるシリコンバレーブリッジバンク(国法銀行)(Silicon Vallay Bridge Bank N.A.)となった。
その後、主要事業についてはアメリカの地方銀行であるファースト・シチズンズ・バンクが引き継ぐことが3月27日までに決定した。また、イギリス国内の事業はHSBCホールディングスが1ポンドで取得した。
5月16日、米議会上院の銀行委員会などが開いた公聴会でグレゴリー・ベッカー前最高経営責任者は破綻までの2日間に引き出された預金は要求分も含め「預金総額の80%となる約1420億ドル(当時のレートで約19兆円)に達した」と説明し「前例のない速さと規模の取り付け騒ぎに耐えられる銀行があるとは思えない」「毎秒約100万ドル（1億3600万円）の預金が引き出された」と弁明した。議員からは「過去2年の経済動向をみれば、FRBによる利上げは誰の目にも明らかだった」（共和党のティム・スコット）など、経営陣を批判する声が相次いだ。
シリコンバレーバンクの破綻については、満期保有証券への依存が最大の要因の1つと言われる。また、シリコンバレーバンクのようなネット経由での取引を主力とする銀行は、顧客の資金移動が激しく、そのため預金の流出する速度が早かった事も破綻の原因の一つとされる。